# Kleindalzig
Kleindalzig ist ein Ortsteil der ehemaligen Gemeinde Großdalzig und gehört seit 1993 als Stadtteil zur sächsischen Stadt Zwenkau im Landkreis Leipzig. Der Ort liegt im westlichen Teil der Leipziger Tieflandsbucht unweit der Mündung des Profener Elstermühlgrabens in die Weiße Elster.

## Lage
Kleindalzig liegt ca. 2,5 Kilometer südwestlich des Zwenkauer Stadtzentrums. Südlich der Siedlung verläuft der Elstermühlgraben, der ca. 400 Meter vom Ortskern in die Weiße Elster fließt. Im Zuge des Braunkohlebergbaus wurde die Weiße Elster zwischen 1972 und 1977 zwischen Zwenkau und Leipzig in ein neues Flussbett verlegt. In diesem Zusammenhang entstand auch der heutige Verlauf des Mühlgrabens und dessen Mündung bei Kleindalzig.

## Geschichte

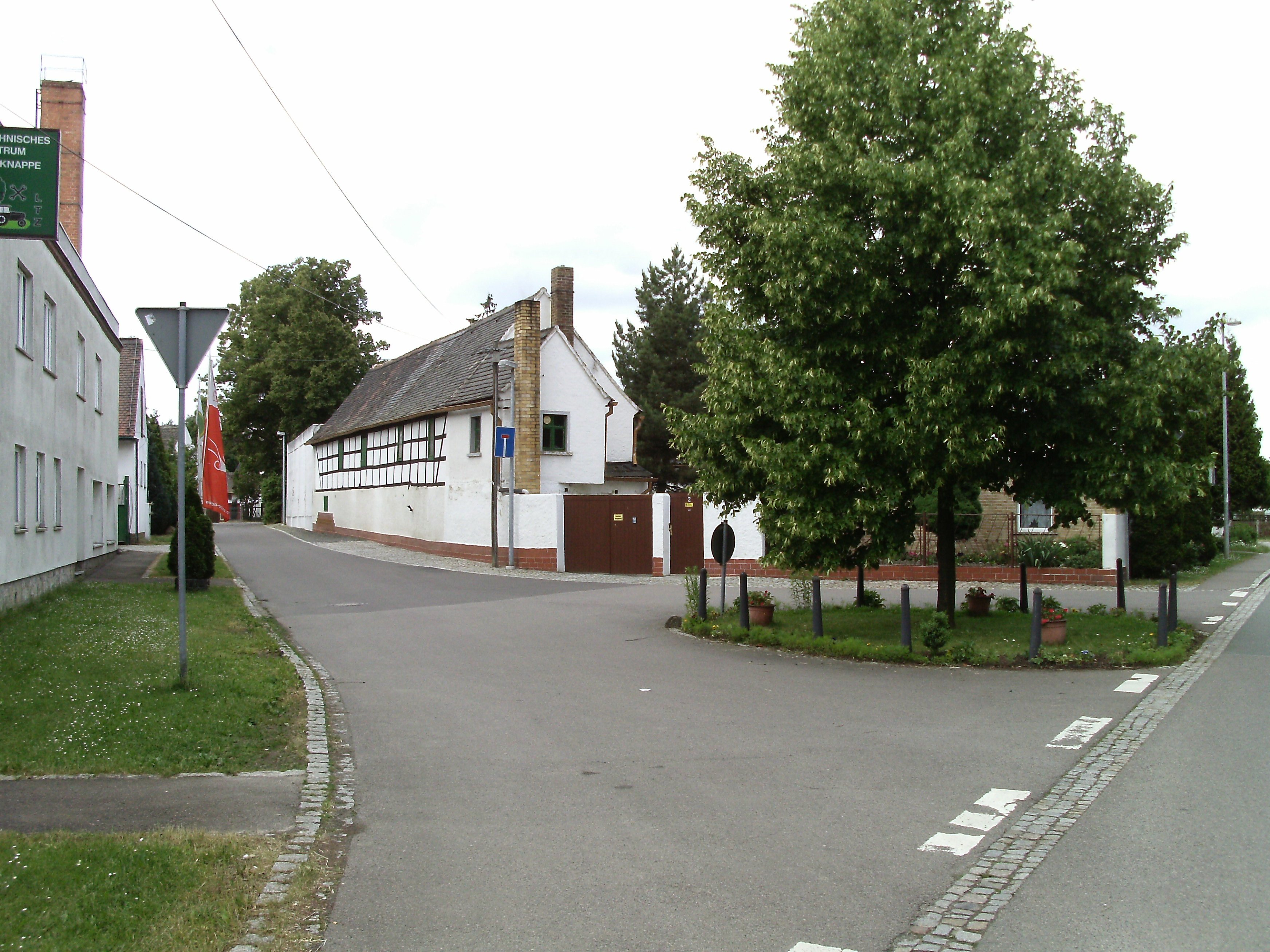
Kleindalzig, Am Mühlgraben

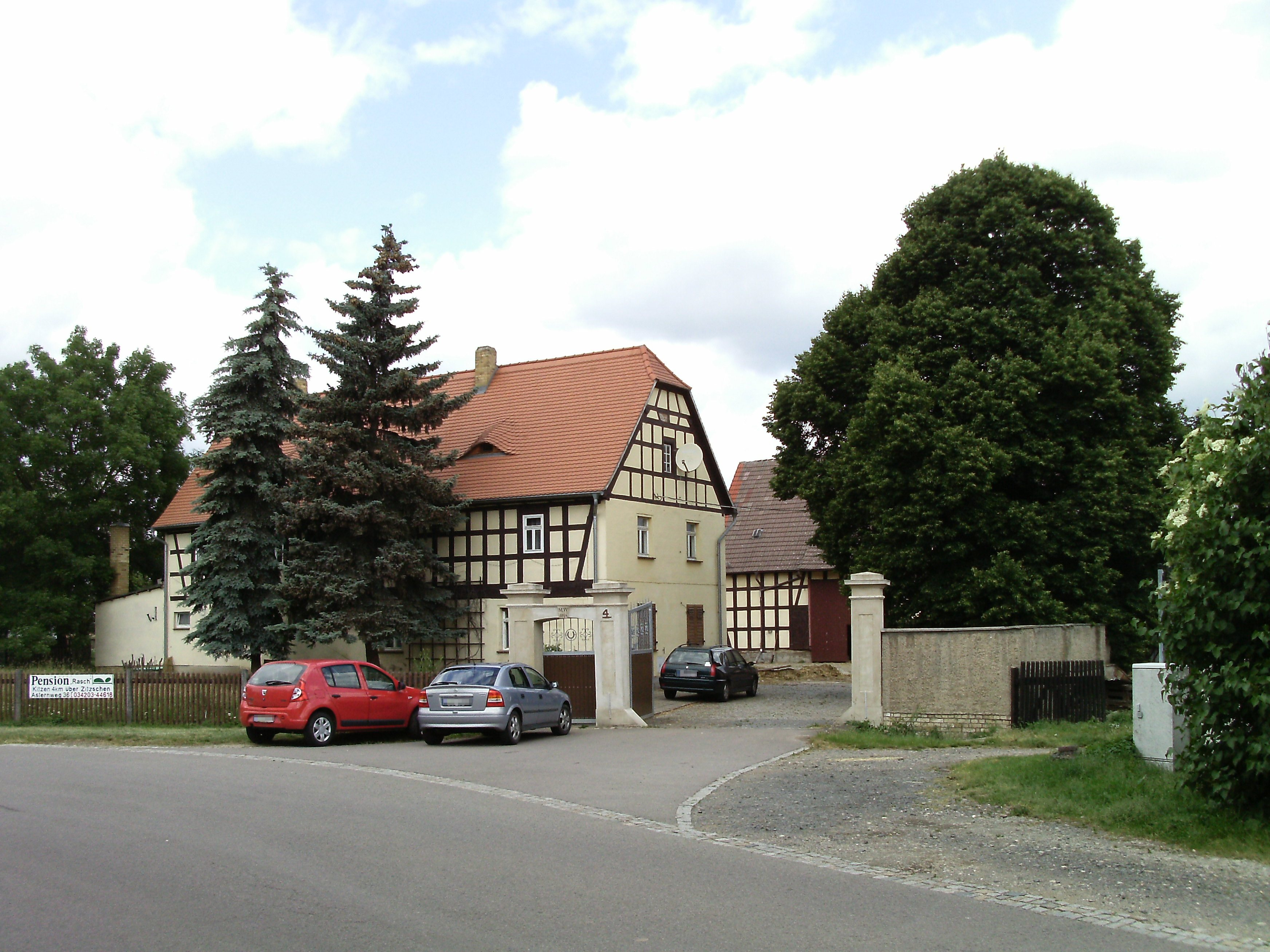
Bauernhof in Kleindalzig

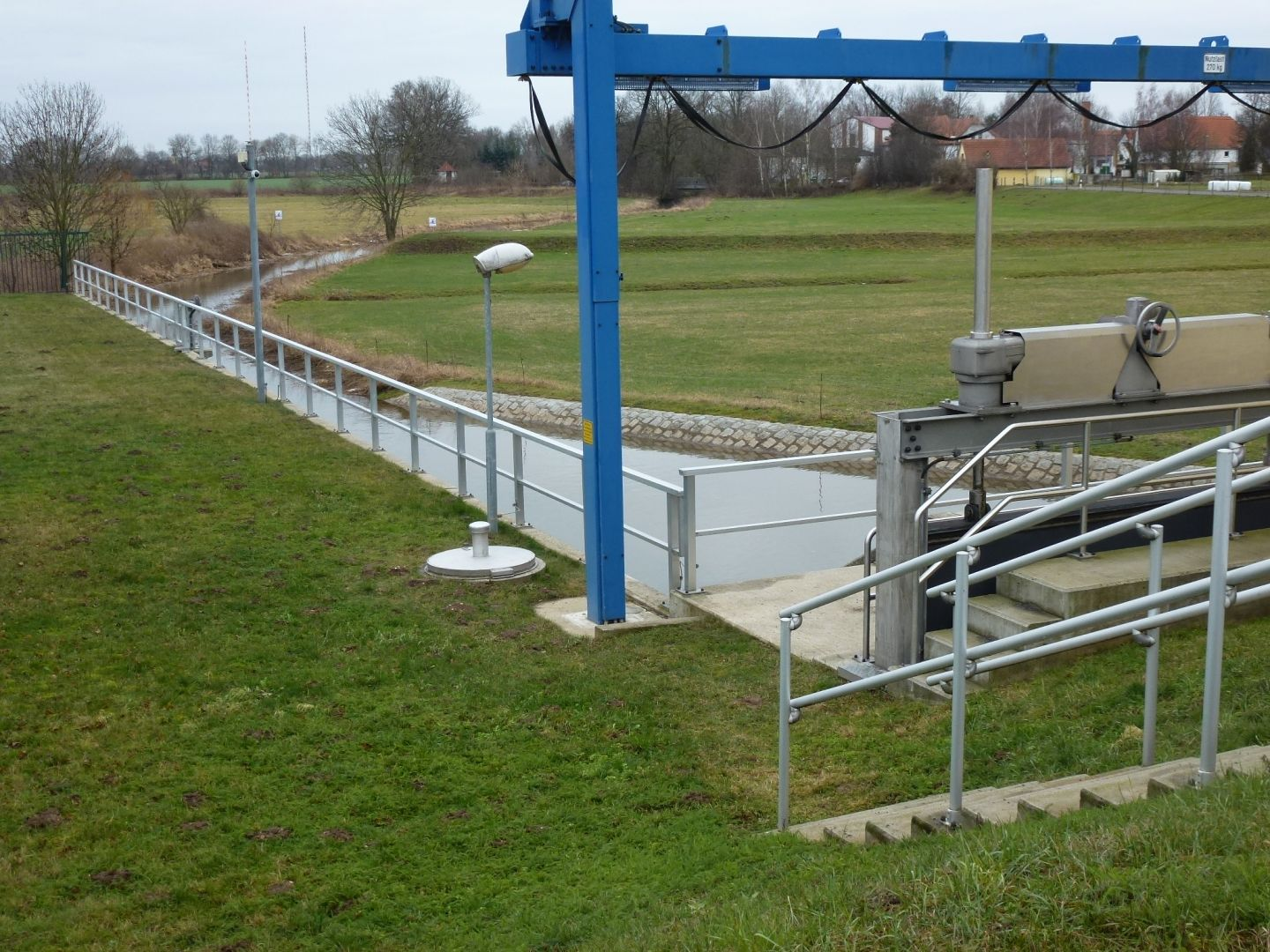
Schöpfwerk an der Weißen Elster

Kleindalzig entstand als ursprünglich slawische Siedlung und weist die typische Form eines Sackgassendorfes mit Block- u. Streifenflur  auf. Urkundlich wurde der Ort 1367 erstmals als Wenigen Daltzag erwähnt. Bis ins 19. Jahrhundert bestand das Dorf nur aus einer Straße mit zwei kurzen Sackgassen in Richtung Elstermühlgraben. Der Mühlgraben wurde im 12. Jahrhundert durch die Mönche des Klosters Pegau angelegt und diente vorrangig dem Antrieb mehrerer Wassermühlen. Auch in Kleindalzig ist eine solche nachgewiesen. Nach 1825 entstanden jenseits der heutigen Wiederauer Straße weitere Wohnhäuser. Am Elstermühlgraben befindet sich eine kleine öffentliche Grünanlage (Mühlpark).
Die Grundherrschaft oblag 1548 anteilig den Rittergütern Wiederau und Reuden. 1696 gehörte diese dem Rittergut Oderwitz, 1764 erneut dem Rittergut Wiederau. Die Verwaltungszugehörigkeit lag 1548 bis Mitte des 19. Jahrhunderts beim Amt Pegau, danach ab 1856 beim Gerichtsamt Zwenkau. Im Zuge einer Verwaltungsreform in Sachsen kam Großdalzig 1875 zur Amtshauptmannschaft Leipzig. Am 1. Januar 1952 wurde Kleindalzig nach Großdalzig eingemeindet und damit dem Kreis Leipzig-Land zugeordnet. Seit dem 1. Oktober 1993 gehört Großdalzig mit seinen Ortsteilen, darunter auch Kleindalzig, zur Stadt Zwenkau. Kirchlich ist das Dorf seit seiner Entstehung der Pfarrei Großdalzig zugeordnet.

## Bevölkerungsentwicklung
| Jahr    | Einwohner                                            |
| ------- | ---------------------------------------------------- |
| 1548/51 | 12 besessene Mann, 12 Inwohner, 5¾ Hufen je 12 Acker |
| 1764    | 12 besessene Mann, 2 Hufen                           |
| 1834    | 97                                                   |
| 1871    | 95                                                   |
| 1890    | 88                                                   |
| 1910    | 84                                                   |
| 1925    | 74                                                   |
| 1939    | 78                                                   |
| 1946    | 125                                                  |

## Wirtschaft und Verkehr
Wichtigster Wirtschaftszweig ist traditionell die Landwirtschaft. Außerdem war Kleindalzig Standort einer Wassermühle am Elstermühlgraben. Ein Kaufkontrakt von 1668 belegt den Verkauf dieser Mühle durch Alexander von Draschwitz, Rittergutsbesitzer aus Oderwitz an den Kleindalziger Müller Lorenz Helmberger.
1920 erwarb der Ingenieur Max Gildemeister erwarb die Mühle in Kleindalzig.  1925 brannte sie ab und wurde wenig später als Fabrik für die Produktion von technischen Gasen wiederaufgebaut. Ab 1926 firmierte das Unternehmen als  Elster-Sauerstoff-Werk von Ing. Max Gildemeister, Kleindalzig. Die wirtschaftliche  Konkurrenz zur IG Farbenindustrie AG zwang ihn jedoch, sein Unternehmen 1928 abzumelden. Im gleichen Jahr gründete er unter Beteiligung der IG Farben die Elster-Sauerstoff-Werk Max Gildemeister GmbH. Der nach Kriegsende unter Zwangsverwaltung gestellte Betrieb wurde 1948 in Volkseigentum überführt und in VVB (Z) Oxyka Elster-Sauerstoffwerk Kleindalzig umbenannt. Später gehörte er zum VEB Technische Gase Leipzig.
Über die Kreisstraße K 7958 ist Kleindalzig mit dem Nachbarort Großdalzig und der Bundesstraße 186 verbunden.

### Nahverkehr
Im öffentlichen Nahverkehr ist Kleindalzig über die Haltestelle Kleindalzig mit folgender Linie erreichbar:
- TaktBus 120 (RBL): Zwenkau – Kleindalzig – Kitzen – Knautnaundorf – Knautkleeberg